# IPad mini (3-го поколения)
iPad Mini 3 (стилизованный и продаваемый как iPad mini 3 With Touch ID.) — это планшетный компьютер iPad Mini третьего поколения, разработанный и продаваемый Apple Inc. Он был анонсирован вместе с iPad Air 2 16 октября 2014 года и выпущен 22 октября. Он использует в основном тот же дизайн и аппаратное обеспечение, что и его предшественник, iPad Mini 2. Его новые функции включают добавление датчика Touch ID, совместимого с Apple Pay, различные размеры хранилища и доступный также в золотом цвете.
9 сентября 2015 года производство iPad Mini 3 было прекращено, и его заменил iPad Mini 4.

## Функции

### Программное обеспечение
На iPad mini 3 предустановлена операционная система iOS 8.1. Он поставляется с несколькими встроенными приложениями: «Камера», «Фото», «Сообщения», «FaceTime», «Почта», «Музыка», «Safari», «Карты», «Siri», «Календарь», «iTunes Store», «App Store», «Заметки», «Контакты», «iBooks», «Game Center», «Напоминания», «Часы». Apple App Store, платформа распространения цифровых приложений для iOS, позволяет пользователям просматривать и загружать приложения, созданные различными разработчиками, из iTunes Store. Дополнительные приложения, созданные самой Apple, доступны для бесплатной загрузки: iMovie, GarageBand, iTunes U, Find My iPhone, Find My Friends, Apple Store, Trailers, Remote и приложения iWork (Pages, Keynote и Numbers). Как и все устройства iOS, iPad Mini 3 также может синхронизировать контент и другие данные с Mac или ПК с помощью iTunes. Хотя планшет не предназначен для телефонных звонков по сотовой сети, пользователи могут использовать гарнитуру или встроенный динамик и микрофон для совершения телефонных звонков по Wi-Fi или сотовой связи с помощью приложения VoIP, такого как Skype (если поддерживается аппаратным обеспечением).
iPad Mini 3 включает версию Apple Pay с удаленной встроенной функцией NFC.
Siri, интеллектуальный личный помощник и навигатор знаний, встроен в устройство и может быть активирован без помощи рук. Приложение использует пользовательский интерфейс на естественном языке, чтобы отвечать на вопросы, давать рекомендации и выполнять действия, делегируя запросы набору веб-служб. Apple утверждает, что программное обеспечение со временем адаптируется к индивидуальным предпочтениям пользователя и персонализирует результаты. Кроме того, Siri может идентифицировать песни, используя Shazam, чтобы прослушать любую песню, играющую поблизости. Затем Siri сохраняет список всех песен, которые ей удалось идентифицировать в iTunes.
Facebook и Twitter интегрированы через родные приложения Apple. К функциям Facebook можно получить прямой доступ из собственных приложений, таких как Календарь, который может синхронизировать события Facebook, или использовать кнопку «Нравится» Facebook в Apple App Store. iPad Mini 3 также получил iOS 9-12. iPad Mini 3 не получил iPadOS 13.

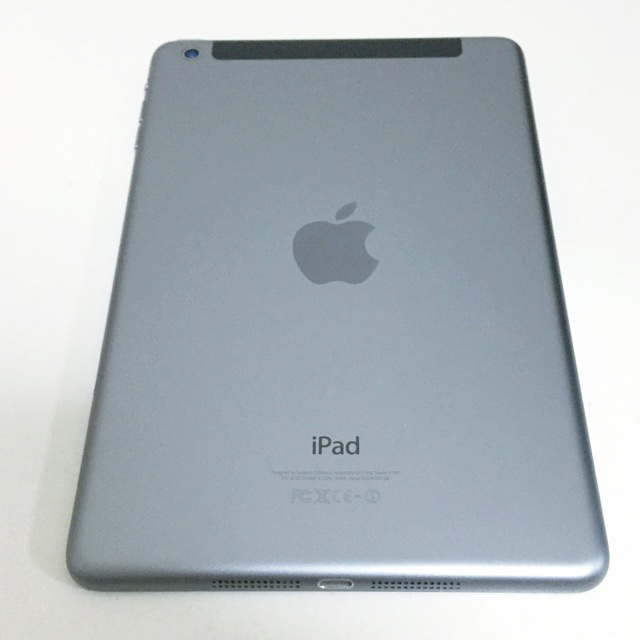
Задние панели iPad mini 2 и mini 3 совершенно совпадают

### Дизайн
iPad Mini 3 имеет почти такой же дизайн, как и iPad Mini 2, с добавлением Touch ID. Кроме того, с анонсом iPad Mini 3 и iPad Air 2 Apple добавила вариант золотого цвета к существующим вариантам цвета iPad серебристого и серого цвета.

### Аппаратное обеспечение
В iPad Mini 3 используется почти то же аппаратное обеспечение, что и в iPad Mini 2, за исключением добавления сенсора Touch ID. Он имеет 7,9-дюймовый дисплей Retina с разрешением 2048 на 1536 пикселей и плотностью 326 пикселей на дюйм. В iPad Mini 3 также используется чип A7 с 64-битной архитектурой и сопроцессор движения M7. Он оснащен 5-мегапиксельной камерой iSight, способной записывать 1080p. HD-видео и 1,2-мегапиксельная HD-камера FaceTime, способная записывать HD-видео 720p.
Новый датчик Touch ID распознает отпечаток пальца пользователя и может использоваться вместо пароля для разблокировки iPad. Touch ID на iPad Mini 3 также совместим с Apple Pay и может использоваться для авторизации покупок в онлайн-приложениях только с проверкой отпечатков пальцев, а не с вводом паролей.
iPad Mini 3 доступен с вариантами хранения 16, 64 или 128 ГБ без возможности расширения. Apple выпустила «комплект для подключения камеры» с устройством чтения карт Micro SD, но его можно использовать только для передачи фотографий и видео на iPad.

## Прием
iPad Mini 3 получил довольно положительные отзывы, но получил меньшую похвалу, чем его предшественник, поскольку он был идентичен iPad Mini 2, за исключением добавления Touch ID и наличия золотого цвета. iPad Mini 2 считался более выгодной покупкой, поскольку он был дешевле на 100 долларов США и имел тот же экран и внутренние компоненты. В то время как Mini 2 и 3 застряли на том же аппаратном уровне, что и оригинальный iPad Air, новое аппаратное обеспечение iPad Air 2 было значительно более мощным. Кроме того, Air 2 также был переработан, легче и меньше оригинального Air, что свело на нет некоторые преимущества компактного форм-фактора Mini 2 и 3.

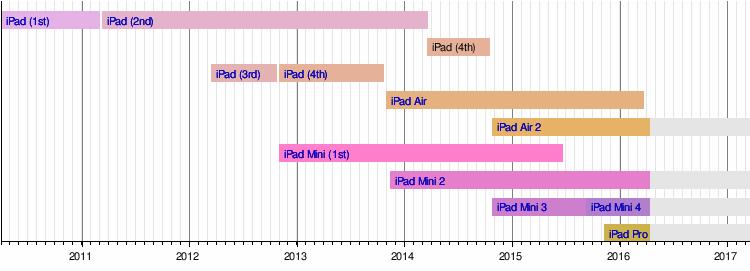
iPad (Временная линия до 2017 года)

## Стоимость[12]
Стоимость моделей iPad mini 3 в США (без учёта налога с продаж, который в каждом штате свой).
|                  | 16GB | 64GB | 128GB |
| ---------------- | ---- | ---- | ----- |
| Wi-Fi            | $399 | $499 | $599  |
| Wi-Fi + Cellular | $529 | $629 | $729  |

Цены на Apple iPad mini 3 в России от 19 490 за 16GB и до 29 490 за 128GB с Wi-Fi,
Цены на Apple iPad mini 3 в России от 25 990 за 16GB и до 35 990 за 128GB Wi-Fi + Cellular